# Frederikssund Hospital
Frederikssund Hospital, oprindeligt Dybendal Sygehus og senere Frederikssund Sygehus er et hospital, der er beliggende i Frederikssund. Siden 2013 har det været en del af Nordsjællands Hospital, der drives af Region Hovedstaden. 
Hospitalet blev opført fra 1978 til 1985 af Frederiksborg Amt efter tegninger af arkitekterne Mangor & Nagel. Byggeriet var oprindeligt på 36.000 kvadratmeter fordelt på seks etager og havde oprindelig kapacitet til 240 senge, men er siden udvidet med en større tilbygning, der rummer psykiatriske afdelinger. Med det nye byggeri sammenlagde man de gamle sygehuse i Frederikssund og Frederiksværk. Det var oprindeligt planen at udvide Frederikssunds gamle sygehus, men grunden var for lille, og det endte derfor med nybyggeri på den grund, hvor gården Dybendal tidligere lå.
Landskabsarkitekterne var Agnete Muusfeldt og Inger Ravn, mens billedhuggeren Eva Sørensen og arkitekt Ole Kortzau stod for store dele af den kunstneriske udsmykning.
Ved åbningen i 1985 havde sygehuset 196 senge og 517 ansatte. Mens navnet ved indvielsen var Dybendal Sygehus, blev det i 1993 ændret til Frederikssund Sygehus, Dybendal.
Regionsrådet har tidligere haft planer om at lukke hospitalsmatriklen i Frederikssund når Nyt Hospital Nordsjælland stod færdigt. De planer er droppet. I stedet skal Frederikssund Hospital med tiden ændres til et sundhedshus med både kommunale og regionale sundhedsydelser.